# Stictopisthus crassipes
Stictopisthus crassipes là một loài tò vò trong họ Ichneumonidae.